# هنغتينغتون (فرجينيا الغربية)
هنغتينغتون هي مدينة في ولاية فيرجينيا الغربية في الولايات المتحدة الأمريكية.

## التركيبة السكانية
قام مكتب تعداد الولايات المتحدة بتحديد بيانات التركيبة السكانية لهنغتينغتون في تعداد الولايات المتحدة. في ما يلي، التركيبة السكانية حسب تعدادي 2000 و2010.

### تعداد عام 2000
بلغ عدد سكان هنغتينغتون 51,475 نسمة بحسب تعداد عام 2000، وبلغ عدد الأسر 22,955 أسرة وعدد العائلات 12,235 عائلة مقيمة في المدينة.
وتوزع التركيب العرقي للمدينة بنسبة.
```
وبلغت نسبة 
الأزواج
 القاطنين مع بعضهم البعض 36.9% من أصل المجموع الكلي للأسر، ونسبة 13.1% من الأسر كان لديها معيلات من الإناث دون وجود شريك، وكانت نسبة 46.7% من غير العائلات. تألفت نسبة 37.6% من أصل جميع الأسر من أفراد ونسبة 15.1% كانوا يعيش معهم شخص وحيد يبلغ من العمر 65 عاماً فما فوق. وبلغ متوسط حجم الأسرة المعيشية 2.80، أما متوسط حجم العائلات فبلغ 2.12.
```

وكانت نسبة 17.5% بين الثامنة عشرة والأربعة وعشرين عاماً، ونسبة 24.9% كانت واقعةً في الفئة العمرية ما بين الخامسة والعشرين والأربعة وأربعين عاماً، ونسبة 21.8% كانت ما بين الخامسة والأربعين والرابعة والستين، يوجد لكل 100 أنثى 88.7 ذكر، ويوجد لكل 100 أنثى في الثامنة عشر من عمرها فما فوق 85.8 ذكر.
بلغ متوسط دخل الأسرة في المدينة 23,234 دولار، أما متوسط دخل العائلة فبلغ 34,756 دولار. وكان متوسط دخل الذكور 30,040 دولار مقابل 21,198 دولار للإناث. وسجل دخل الفرد الخاص بالمدينة 16,717 دولار. وكانت نسبة 17.5% من العائلات ونسبة 24.7% من السكان تحت خط الفقر،

### تعداد عام 2010
بلغ عدد سكان هنغتينغتون 49,138 نسمة بحسب تعداد عام 2010، وبلغ عدد الأسر 21,774 أسرة وعدد العائلات 11,000 عائلة مقيمة في المدينة. في حين سجلت الكثافة السكانية 3,029.5 نسمة لكل ميل مربع (1,169.7/كم2). وبلغ عدد الوحدات السكنية 25,146 وحدة بمتوسط كثافة قدره 1,550.3 لكل ميل مربع (598.6/كم2).
وتوزع التركيب العرقي للمدينة بنسبة 86.9% من البيض و 0.3% من الأمريكيين الأصليين و 1.1% من الأمريكيين ذوي الأصول الآسيوية و 8.6% من الأمريكيين الأفارقة و 2.7% من عرقين مختلطين أو أكثر.
```
وبلغت نسبة 
الأزواج
 القاطنين مع بعضهم البعض 32.2% من أصل المجموع الكلي للأسر، ونسبة 13.7% من الأسر كان لديها معيلات من الإناث دون وجود شريك، بينما كانت نسبة 4.6% من الأسر لديها معيلون من الذكور دون وجود شريكة وكانت نسبة 49.5% من غير العائلات. تألفت نسبة 39.2% من أصل جميع الأسر من أفراد ونسبة 12.5% كانوا يعيش معهم شخص وحيد يبلغ من العمر 65 عاماً فما فوق. وبلغ متوسط حجم الأسرة المعيشية 2.83، أما متوسط حجم العائلات فبلغ 2.12.
```

بلغ العمر الوسطي للسكان 35.4 عاماً. وتوزع التركيب الجنسي للسكان بنسبة 48.6% ذكور و51.4% إناث.

## معرض صور

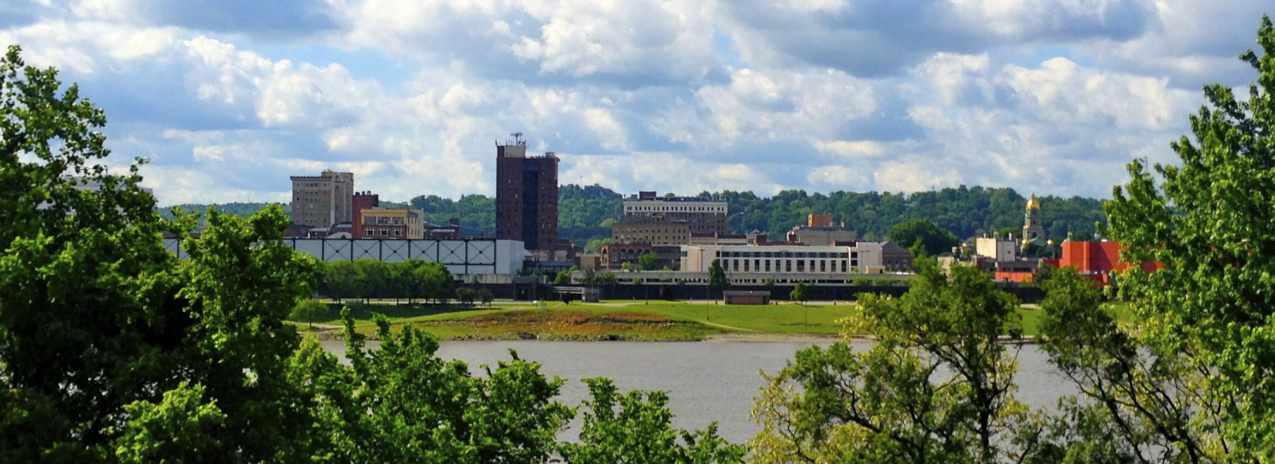
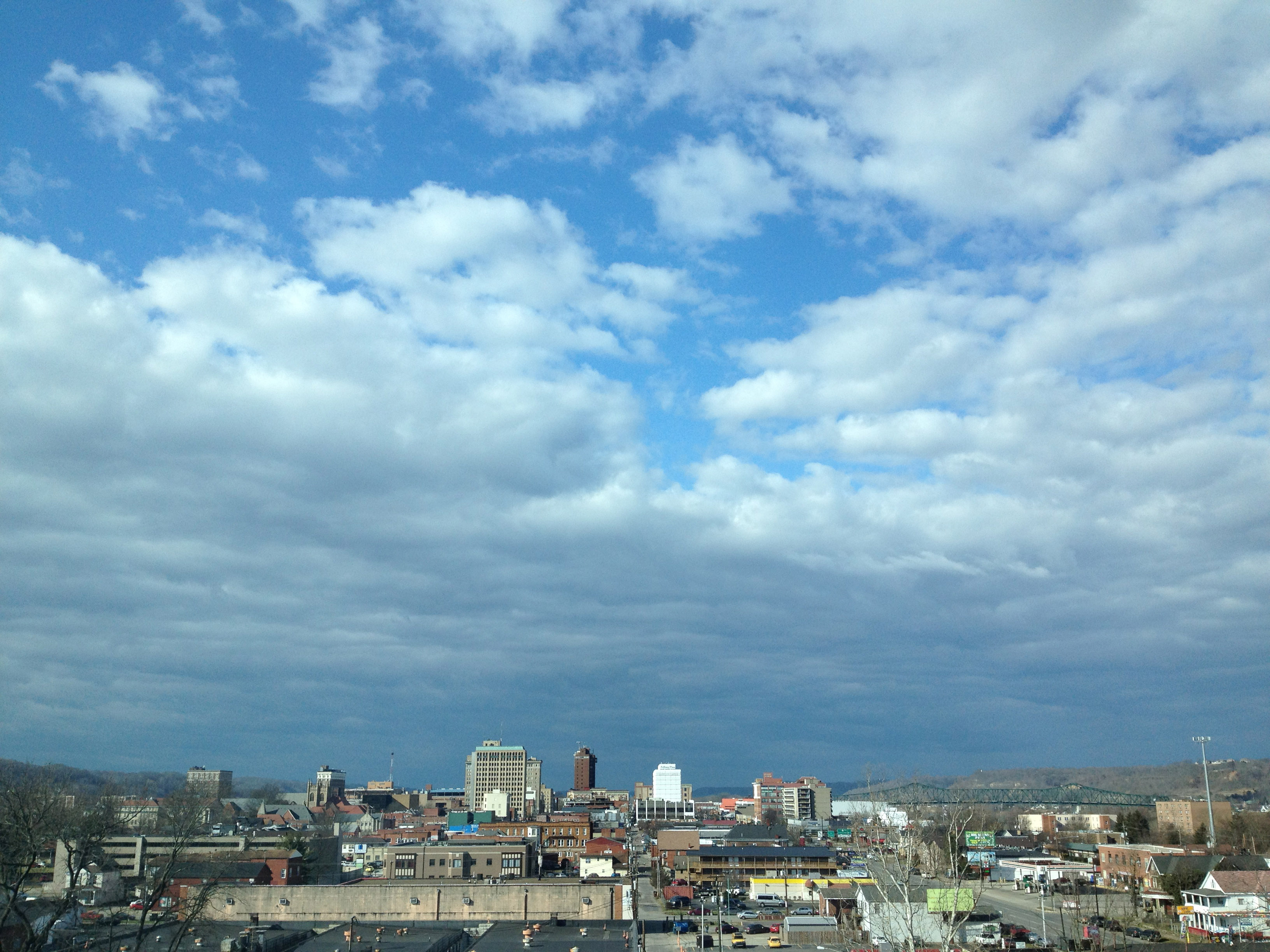
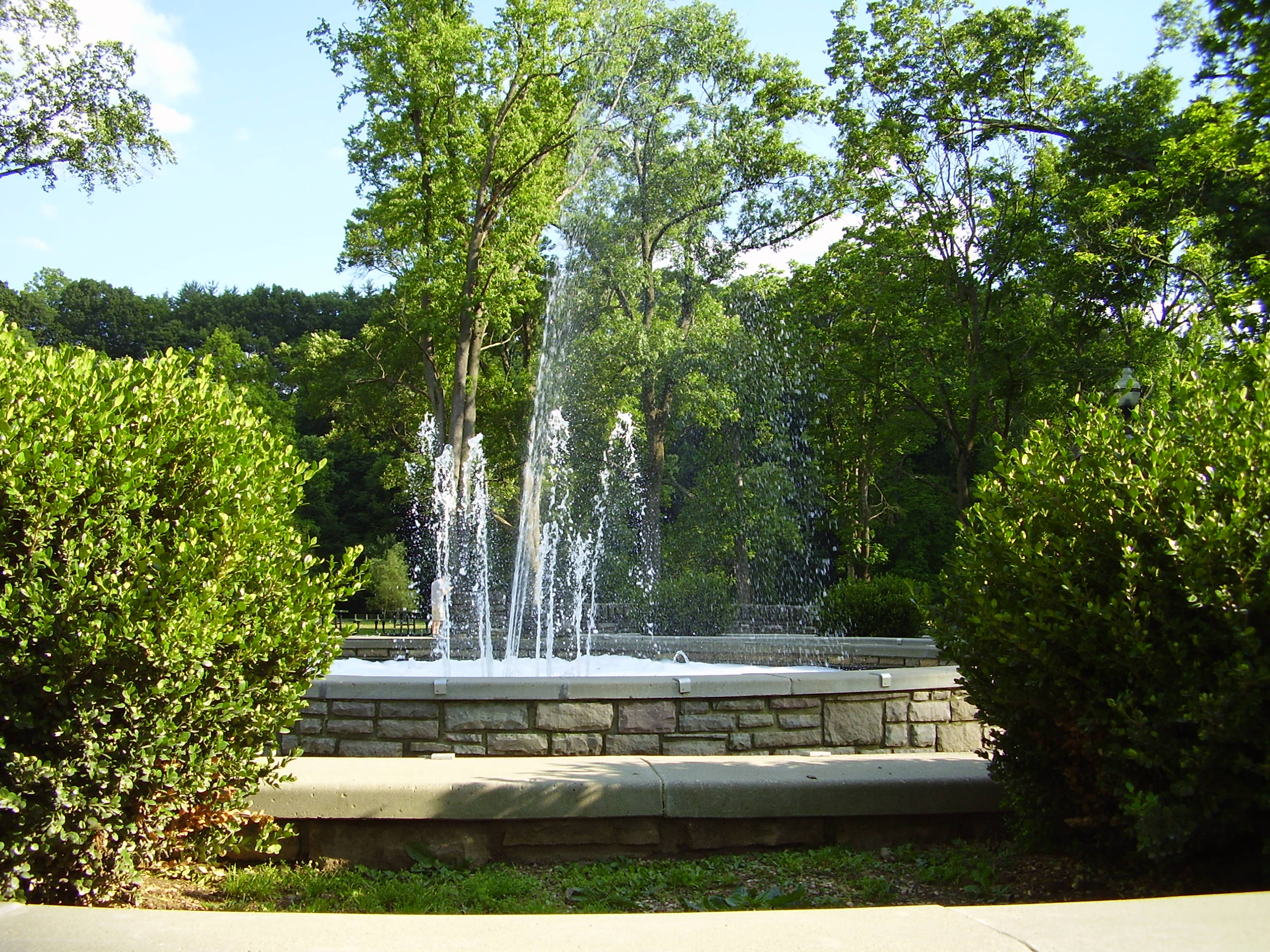
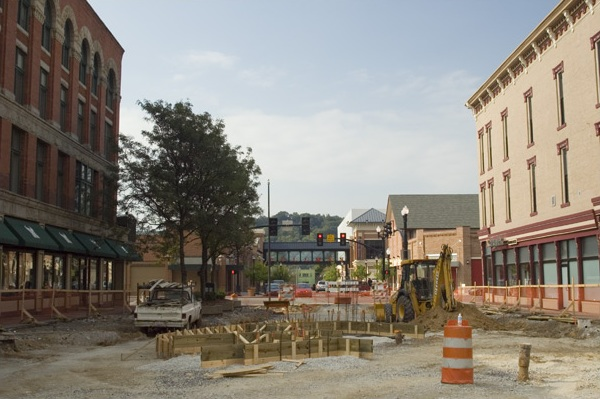